# Flughafen Oslo-Gardermoen

i8
i11
i13

Flughafendiagramm

Der Flughafen Oslo (norwegisch Oslo lufthavn, IATA-Code: OSL, ICAO-Code: ENGM) ist der internationale Flughafen der Stadt Oslo. Er wird zivil, aber auch militärisch genutzt. Die Königlich-Norwegischen Luftstreitkräfte nutzen ihn unter der Bezeichnung Gardermoen flystasjon u. a. als Stützpunkt von Transportflugzeugen.
Der Flughafen hieß bis Juni 2013 Oslo-Gardermoen, wurde dann aber offiziell in Oslo Lufthavn (Flughafen Oslo) umbenannt. Er ist der wichtigste und größte Flughafen des Landes und dient als Drehkreuz für die Fluggesellschaften SAS Scandinavian Airlines, Norwegian Air Shuttle und Widerøe.
Von Oslo etwa 120 km entfernt gibt es außerdem den kleineren Flughafen Torp, der hauptsächlich von Billigfluggesellschaften genutzt wird.

## Lage und Verkehrsanbindung
Der Flughafen befindet sich in der Kommune Ullensaker in der Provinz Akershus, 50 km nördlich der norwegischen Hauptstadt Oslo. Er ist über die Gardermobane mit Oslo verbunden, auf der die Bahngesellschaft Flytoget AS den Verkehr mit Hochgeschwindigkeitszügen betreibt, die den Flughafen in 19 Minuten mit der Stadt verbinden.
Zudem existiert eine Anbindung mit der Regionalbahn der Norges Statsbaner, die für die Fahrt nach Oslo wenige Minuten mehr benötigt.
In unmittelbarer Nähe des Flughafens verlaufen die Europastraße 16 (direkte Anbindung) sowie die Europastraße 6; über letztere, die autobahnähnlich in Richtung Oslo ausgebaut ist, ist das Stadtzentrum von Oslo in etwa 25 Minuten erreichbar.

## Geschichte
Auf dem Gebiet des heutigen Flughafens befand sich ursprünglich ein Exerzierplatz des Heeres. Im Jahr 1912 landete dort erstmals ein Flugzeug. Der Flughafen wurde während des Zweiten Weltkrieges von der deutschen Wehrmacht zum Militärflugplatz mit Hangar und zwei Startbahnen ausgebaut. So lagen hier zwischen Juli und Oktober 1944 der Stab und die II. Gruppe des Kampfgeschwaders 40 (S./KG 40, II./KG 40) mit der Focke-Wulf Fw 200C bzw. Heinkel He 177. Anschließend war der Platz bis Januar 1945 „Heimathorst“ der mit der Junkers Ju 88C und der Messerschmitt Me 410A ausgerüsteten 11. Staffel des Zerstörergeschwader 26 (11./ZG 26). Bei der Kapitulation der deutschen Truppen in Norwegen im Mai 1945 lagen hier Teile des Kampfgeschwaders 26.
Gardermoen blieb nach Ende des Krieges ein wichtiger Militärflugplatz Norwegens. Die norwegische Luftwaffe stationierte hier im Laufe der ersten Nachkriegsjahre und insbesondere nach dem Beginn des Kalten Krieges eine Reihe verschiedener Staffeln.
Hierzu gehörten die Spitfire Mk.IXE der 331. Skvadron, die bis Ende November zunächst noch zur britischen Royal Air Force gehörte. Sie blieb hier bis 1949 stationiert. Im gleichen Zeitraum lagen hier parallel die Mosquito Mk.VI der 334. Skvadron, diese Staffel war allerdings 1947/48 vorübergehend deaktiviert.
Nach Verlegung dieser Staffeln auf andere Plätze begann die Ära als Düsenjägerbasis, die bis 1964 dauern sollte. In den ersten Jahren lagen hier bis 1953 anfangs eine und dann zwei mit Vampire FB.52 ausgerüstete Jagdbomber-Staffeln, die 336. und 337. Skvadron. Im Jahre 1953 begann dann die Ära amerikanischer Jagdflugzeuge in Gardermoen. Die F-84G flog bei bis zu drei verschiedenen Staffeln, der 332., 330. und der 336. Skvadron. In den Jahren 1955, 1956 und 1958 wurden diese jedoch bereits wieder deaktiviert. Die 337. Skvadron kehrte im September 1955 nach Gardermoen zurück und flog für acht Jahre die F-86K und mit der 339. Skvadron lag hier zwischen 1956 und 1964 eine weitere F-86-Einheit. Daneben war die Station zwischen 1949 und 1961 Heimatbasis einer Aufklärungsstaffel, der 717. Skvadron, die bis 1954 die Spitfire PR.XI und anschließend die RF-84F einsetzte.
Parallel zu den verschiedenen Kampfflugzeugstaffeln ist die „Flugstation Gardermoen“ bereits seit 1946 Stützpunkt der Transportflieger der 335. Skvadron. Diese war zunächst mit Lodestar und C-47 ausgerüstet, erstere wurden bereits 1950 außer Dienst gestellt während letztere noch bis 1974 flogen. Zwischen 1955 und 1965 flog die Einheit als zweiten Flugzeugtyp die C-119G und ab 1969 die C-130H, die bis Mai 2008 in Dienst stand. Daneben existierte zwischen 1972 und 1995 ein „B“-Schwarm, der mit kleineren Verbindungsflugzeugen und VIP-Fliegern ausgerüstet war. Ab 1967 lag hier als zweite Staffel die 720. Skvadron, die mit Hubschraubern und Verbindungsflugzeugen ausgerüstet war. Die Staffel wurde im Jahr 2002 außer Dienst gestellt, die Helikopter waren jedoch bereits 1976 außer Dienst gestellt worden.
Seit Anfang der 1990er Jahre konnte der ehemalige Flughafen Oslo-Fornebu das Aufkommen an Luftverkehr nicht mehr fassen, deshalb ist Gardermoen um einen zivilen Abfertigungsbereich erweitert worden. Der zivile Flughafen wurde am 8. Oktober 1998 eröffnet. Heute gehört er zu den modernsten Flughäfen Europas. Im Jahr 2007 wurde ein so genannter „Verzollungsautomat“ eingeführt, mit dem die Passagiere ihre eingeführten Güter selbst verzollen können. Diese Technik ist weltweit bislang einmalig.
Die Dassault Falcon 20 der 717. Skvadron, die ab Mitte 2014 hier lagen, wurden 2018 bzw. 2022 außer Dienst gestellt.

## Militärische Nutzung
Die Gardermoen Stationsgruppe / Stasjonsgruppe Gardermoen, die dem 134. Luftgeschwader in Rygge untersteht (bis August 2018 als eigenständiges 135. Luftgeschwader/Luftving bezeichnet), betreibt zurzeit (2021) zwei fliegende Staffeln:
- 335. Skvadron, ausgerüstet mit Lockheed C-130J-30, die Staffel betreibt die „Super Hercules“ seit 2008

Die Basis beheimatet darüber hinaus nichtfliegende Verbände der Luftforsvaret, die insbesondere der Logistik dienen.

## Zivile Nutzung

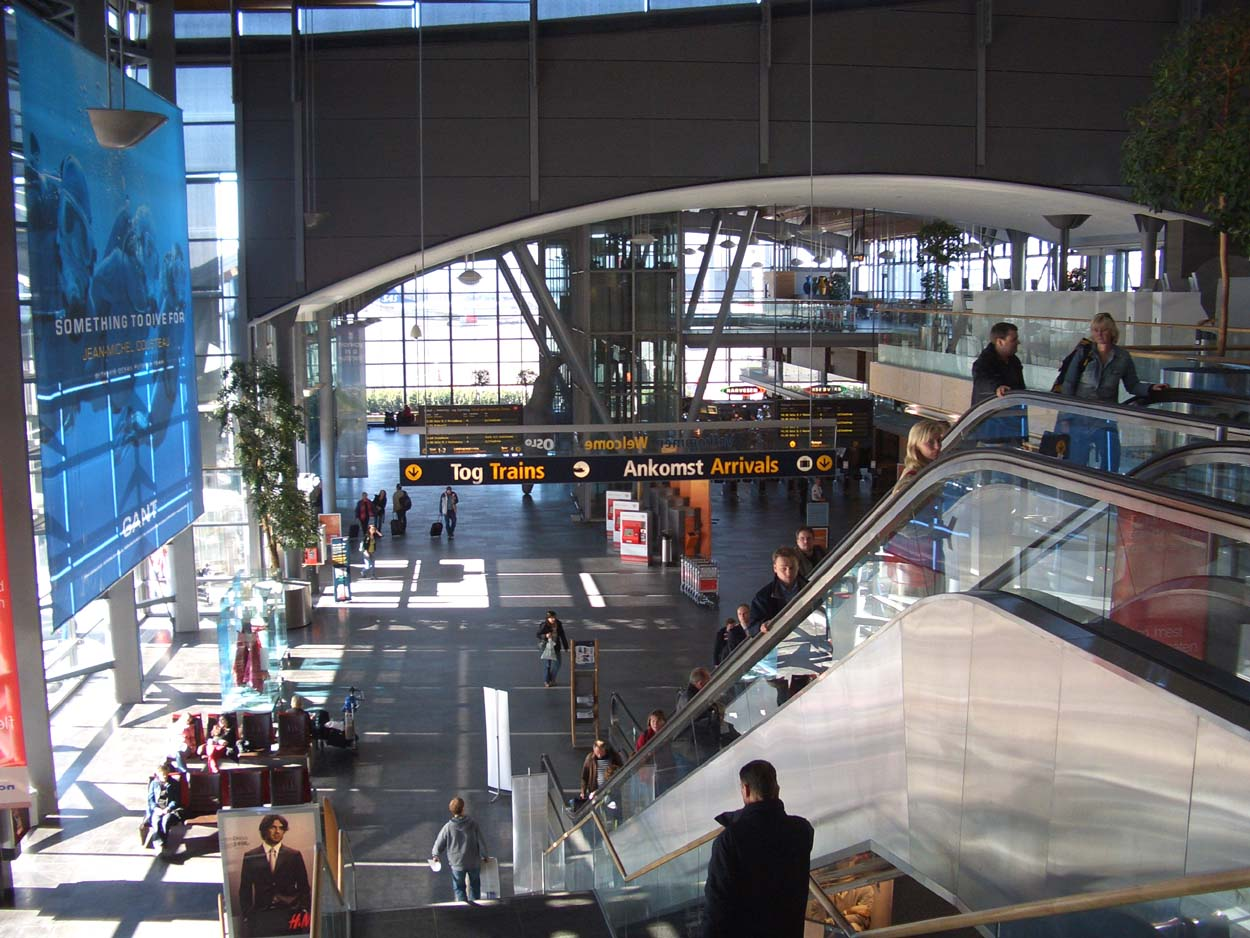
Innenansicht des Terminals

### Abfertigungsgebäude
Der Flughafen besaß vor der Erweiterung ein 144.000 m² großes Terminal, das über 64 Check-in-Schalter und 62 Flugsteige verfügte, von denen 31 mit Fluggastbrücken ausgestattet waren. Daneben gibt es die üblichen Service- und Einzelhandelseinrichtungen sowie mehrere Flughafenlounges.
Zwischen 2011 und 2017 wurde die Kapazität der Abfertigungsgebäude durch umfangreiche Bauarbeiten deutlich erhöht. Unter anderem wurde ein neues Terminal errichtet.

### Fluggesellschaften und Ziele
Oslo-Gardermoen verfügt über regelmäßige Verbindungen zu zahlreichen regionalen und europäischen Zielen. Langstreckenverbindungen bestehen derzeit nach Asien, Nordafrika und in die USA.
Im deutschsprachigen Raum ist Oslo direkt durch Lufthansa mit Flughafen Frankfurt und München, durch Eurowings mit Hamburg und Düsseldorf, durch Norwegian Air Shuttle mit Berlin, Hamburg, Düsseldorf, München, Salzburg und Wien, durch SAS Scandinavian Airlines mit Berlin, Frankfurt am Main, Düsseldorf, Hamburg und Zürich, durch Austrian mit Wien sowie durch Swiss ebenfalls mit Zürich verbunden.

### Auszeichnungen
Oslo-Gardermoen wurde bisher viermal von der Association of European Airlines als der pünktlichste Flughafen Europas ausgezeichnet. Der Tower des Flughafens wurde 1997 mit dem norwegischen Architekturpreis Betongtavlen preisgekrönt.

## Verkehrszahlen
| Jahr | Fluggastaufkommen | Luftfracht (Tonnen) (mit Luftpost) | Flugbewegungen (mit Militär) |
| ---- | ----------------- | ---------------------------------- | ---------------------------- |
| 2022 | 22.467.510        | 123.651                            | 207.113                      |
| 2021 | 09.398.133        | 138.498                            | 125.392                      |
| 2020 | 09.021.729        | –                                  | 125.428                      |
| 2019 | 28.592.619        | –                                  | 254.659                      |
| 2018 | 28.516.220        | –                                  | 259.696                      |
| 2017 | 27.482.486        | –                                  | 253.541                      |
| 2016 | 25.787.691        | –                                  | 247.560                      |
| 2015 | 24.678.188        | –                                  | 242.445                      |
| 2014 | 24.269.235        | 129.429                            | 248.550                      |
| 2013 | 22.956.544        | 100.000                            | 243.092                      |
| 2012 | 22.080.496        | 105.205                            | 236.925                      |
| 2011 | 21.103.623        | 097.874                            | 230.422                      |
| 2010 | 19.091.036        | 085.738                            | 219.352                      |
| 2009 | 18.087.722        | 077.594                            | 217.770                      |
| 2008 | 19.344.459        | 089.770                            | 237.958                      |
| 2007 | 19.043.800        | 093.360                            | 230.984                      |
| 2006 | 17.672.256        | 090.136                            | 217.863                      |
| 2005 | 15.895.722        | 084.272                            | 202.713                      |
| 2004 | 14.865.460        | 080.571                            | 197.054                      |
| 2003 | 13.646.890        | 0–                                 | 185.009                      |
| 2002 | 13.411.584        | 069.239                            | 180.872                      |
| 2001 | 13.961.696        | 071.994                            | 197.498                      |
| 2000 | 14.231.482        | 080.674                            | 204.275                      |
| 1999 | 14.121.154        | 083.731                            | 220.635                      |

## Zwischenfälle
- Am 7. August 1946 flog eine Douglas DC-3 der British European Airways (Luftfahrzeugkennzeichen G-AHCS) bei niedrigen Wolken während des Anflugs in die Ostflanke des Mistberget, 19 km nördlich des Flughafens. Alle elf Passagiere überlebten; drei der fünf Besatzungsmitglieder starben.[11]

## Sonstiges
An der Westseite des Flughafens befindet sich das SAS-Museum (SAS Museet).